# Juli 1995
Dit artikel geeft een chronologisch overzicht van alle belangrijke gebeurtenissen per dag in de maand juli van het jaar 1995.

## Gebeurtenissen
- Een hittegolf treft het midwesten van de Verenigde Staten. Gedurende 5 opeenvolgende namiddagen bereikt de temperatuur 40°C. Minstens 3000 mensen sterven.

### 1 juli
- Irak geeft, na bewijs van UNSCOM, toe dat er een biologisch wapenprogramma bestaat.

### 6 juli
- Generaal Ratko Mladić, leider van het net gevormde leger van de Serviërs die in Bosnië wonen, valt de enclave Srebrenica aan met zijn eenheden. Het Bosnische leger vraagt de wapens terug die het eerder inleverde, om zich te kunnen verdedigen. Dutchbat weigert de moslims wapens.

### 8 juli
- Bosnische Serviërs dwingen Nederlandse blauwhelmen in de moslimenclave rond Srebrenica een van hun observatieposten te verlaten. Op de terugtocht wordt de 25-jarige boordschutter Raviv van Renssen uit 's-Graveland door woedende moslim-militairen dodelijk geraakt.
- In de Hengelose wijk Groot Driene wordt het winkelcentrum door een uitslaande brand in de as gelegd.

### 9 juli
- De Bosnische Serviërs bezetten nog eens vier observatieposten in de moslimenclave rond Srebrenica. De aanwezige blauwhelmen worden in gijzeling genomen.

### 10 juli
- De Nederlanders, een kleine vierhonderd in getal, doen een op voorhand tot mislukken gedoemde poging om de stad Srebrenica zelf tegen de drie- tot vierduizend aanvallers te verdedigen. Een elite-eenheid, geposteerd aan de zuidelijke rand van de stad, vuurt op de Bosnische Serviërs.

### 11 juli
- Bosnisch-Servische troepen veroveren de moslim-enclave Srebrenica in Bosnië en Herzegovina, op dat moment beveiligd door Nederlandse VN-militairen, en plegen genocide op 7500 mannen en jongens.

### 12 juli
- Begin van de evacuatie in de moslim-enclave Srebrenica. Onder toeziend oog van de Nederlanders worden de resterende Bosnische mannen gescheiden van de vrouwen en afgevoerd.

### 13 juli
- Aan het einde van de dag worden de laatste driehonderd vluchtelingen die nog aanwezig zijn van de compound gehaald in de moslim-enclave Srebrenica. Kort daarna duiken geruchten op over massamoord.

### 16 juli
- Westerse militaire leiders overleggen in Londen hoe zij de overgebleven enclaves, met name Gorazde en Sarajevo, beter kunnen beschermen.

### 17 juli
- De eerste 75 Nederlandse blauwhelmen keren terug in Nederland vanuit de moslimenclave Srebrenica. De overige 308 volgen zeven dagen later.

### 18 juli
- De Italiaanse wielrenner Fabio Casartelli komt om het leven bij een valpartij in de 15e etappe van de Ronde van Frankrijk  tijdens de afdaling van de  Col de Portet d'Aspet. Hij komt met zijn hoofd tegen een betonblok en overlijdt enkele uren later in het ziekenhuis.

### 21 juli
- Dutchbat verlaat Srebrenica. Op een persconferentie in Zagreb lijkt overste Thom Karremans het optreden van de Nederlanders te verdedigen door te zeggen dat er in Srebrenica "no good guys and no bad guys" waren.

### 23 juli
- Miguel Indurain wint de 82ste editie van de Ronde van Frankrijk. Het is de vijfde eindoverwinning op rij voor de Spaanse wielrenner.

### 25 juli
- Britse en Franse onderdelen van de in juni opgerichte Rapid Reaction Force betrekken posities op de strategisch gelegen berg Igman bij Sarajevo.

<< · januari · februari · maart · april · mei · juni · juli · augustus · september · oktober · november · december · >>